# Llac Dòiran
El llac Dòiran (en macedònic: Доjранско Езеро, Dojransko Ezero; en grec: Λίμνη Δοϊράνη, Limni Doirani) és un llac amb una superfície de 43,1 km² compartida entre Macedònia del Nord (27,3 km²) i la regió de Macedònia Occidental dins de la Macedònia grega (15,8 km²). A l'oest hi ha la ciutat de Dojran, a l'est el poble de Mouries, al nord la muntanya Belasica/beles i al sud la ciutat grega de Doirani. El llac té una forma arrodonida, una profunditat màxima de 10 m. i una longitud de nord a sud de 8,9 km i té 7,1 km al punt més ample, fent d'ell el tercer llac més gran parcialment en Macedònia del Nord després del llac d'Okhrida i llac Prespa.
El llac estava en la línia meridional del front macedoni durant la Primera Guerra Mundial, i en la seva costa meridional va tenir lloc la batalla de Dòiran entre les tropes aliades gregues i britàniques atacant des del sud i tropes búlgares atrinxerades a l'est del llac. Un monument a la batalla i dos cementiris per a les tropes gregues i britàniques s'alcen sobre un pujol uns pocs centenars de metres al sud del llac.